# Pranciškus Vaičekonis
Pranciškus Vaičekonis auch Pranas Vaičekonis (* 1. Januar 1928 im Dorf Tetervinai, Pfarrgemeinde Skrebotiškis, Rayon Pasvalys; † 14. Oktober 2006 in Vilnius) war litauischer Kirchenrechtler, Professor und Priester. 

## Leben
Pranas Vaičekonis ist in einer armen Bauernfamilie geboren. Er besuchte die Grundschulen Šunkiškiai und Pasvalys, danach das Pasvalys Gymnasium und das 1. Gymnasium Kaunas. Seit 1948 studierte er am Interdiözesischen Seminar Kaunas und wurde am 21. September 1952 mit anderen 15 Diakonen vom Bischof Kazimieras Paltarokas geweiht. Danach wurde Pranas Vaičekonis Administrator der Pfarrgemeinde Varėna, arbeitete als Vikar in der Pfarrgemeinde Heiligstes Herz Jesu Vilnius (1956–1959) und in der Gemeinde St. Apostel Peter und Paul Vilnius (1959–1962), in der Pfarrgemeinde Herz Jesu Vilnius (Dievo Apvaizdos bažnyčia, 1962–1967). 
1967–1972 besuchte er die Päpstliche Universität Heiliger Thomas von Aquin in Rom, studierte Theologie und promovierte im Kirchenrecht. Danach arbeitete er als Pfarrer in der Pfarrgemeinde St. Erzengel Rapolas Vilnius, im kirchlichen Tribunal des Erzbistums Vilnius (als Referent, Notar, Richter) und lehrte am Priesterseminar Kaunas (Professor seit 14. Januar 1982).
Seit 11. Juni 1982 arbeitete Pranas Vaičekonis als Pfarrer der Gemeinde St. Apostel Peter und Paul Vilnius. Seit 1995 war er Hochschullehrer an der Theologiefakultät der Vytautas-Magnus-Universität Kaunas und war damals der einzige Priester als Mitglied der Litauischen Akademie der Wissenschaften. Kurzzeitig lehrte er das Wahlfach „Kanonisches Recht“ an der Rechtsfakultät der Universität Vilnius (aufgrund der Initiative und Einladung des Strafrechtlers Vladas Pavilonis).
2000 wurde er nach einem Myokardinfarkt vom Pfarramt entlastet und zum Residenten der Pfarrgemeinde St. Erzengel Rapolas Vilnius ernannt.